# 4430 Говорухін
4430 Говорухін (англ. 4430 Govorukhin) — астероїд головного поясу, відкритий 26 вересня 1978 року.
Тіссеранів параметр щодо Юпітера — 3,197.